# Lagro (Indiana)
Lagro es un pueblo ubicado en el condado de Wabash, Indiana, Estados Unidos. Tiene una población estimada, a mediados de 2021, de 340 habitantes.

## Geografía
La localidad está ubicada en las coordenadas 40°50′30″N 85°43′40″O / 40.84167, -85.72778. Según la Oficina del Censo de los Estados Unidos, tiene una superficie total de 1.58 km², de la cual 1.54 km² corresponden a tierra firme y 0.04 km² son agua.

## Demografía
Según el censo de 2020, en ese momento había 349 personas residiendo en la localidad. La densidad de población era de 226.62 hab./km². El 94.6% de los habitantes eran blancos, el 0.3% era afroamericano, el 1.7% eran amerindios y el 3.4% eran de una mezcla de razas. Del total de la población, el 1.7% eran hispanos o latinos de cualquier raza.